# Piekbrug
De Piekbrug is een ophaalbrug in het stadsdeel Feijenoord van de Nederlandse gemeente Rotterdam, en is  onderdeel van de Piekstraat. De naam Piek is afkomstig van een familie Piek, die in vroeger tijden een deel van Feijenoord in haar bezit had (en in bezit was van het Koepeltje van Piek). De brug werd ontworpen door stadsarchitect Maarten Struijs.
De Piekbrug verbindt beide zijden van de Persoonshaven. De brug werd aangelegd om het zware verkeer voortaan uit het woongebied Feijenoord te houden. De gemeente Rotterdam was al voor 1984 met de aanleg van de brug bezig, maar werd opgehouden omdat ze te duur zou zijn. Het prijskaartje van 6,8 miljoen gulden leverde de brug de titel "De brug van zes miljoen" op, een verwijzing naar de televisieserie De Man van Zes Miljoen. De brug werd deels door het Rijk betaald als onderdeel van een werkgelegenheidsproject. Opvallend aan de brug is de enkelvoudige hameipijler.  
Vlak bij de brug in de Piekstraat ligt de aanlegsteiger van de pont naar de Oude Plantage.  